# しあわせの記憶
『しあわせの記憶』（しあわせのきおく）は、2017年1月8日21時 - 23時03分に、毎日放送の制作によりTBS系で放送されたテレビドラマである。主演は渡辺謙でMBS開局65周年記念の新春ドラマ特別企画として制作された。
キャッチコピーは「家族って何？」

## あらすじ
事業の失敗で借金を抱えて離婚した父親が、5年ぶりに舞い戻ってきた。初めは元妻や娘たちは引き気味だったが、徐々に心を開いていく。そして父親自身も人生を見つめ直していく。

## キャスト

### 主要人物
三浦太郎
演 - 渡辺謙
津島夏波
演 - 北川景子（幼少期・菅田愛貴）
津島冬花
演 - 二階堂ふみ
津島純子
演 - 麻生祐未

### その他
田島佑
演 - 千葉雄大
吉岡幸起
演 - 三浦貴大
佐藤友義
演 - 山崎樹範
尾方正志
演 - 菅原大吉
赤松洋二
演 - 螢雪次朗
植田史郎
演 - 小宮孝泰
山瀬
演 - 掛田誠
吉野徹
演 - 有福正志
根岸直人
演 - 石井貴就

## スタッフ
- 脚本 - 大石静
- 演出 - 竹園元
- 音楽 - 吉俣良
- 主題歌 - Uru「娘より」
- 企画協力 - 沼津そうる
- 技術協力 - フォーチュン
- 照明協力 - Kカンパニー
- 美術協力 - フジアール
- スタジオ - 緑山スタジオ・シティ
- プロデューサー - 志村彰、関川友理、竹園元
- 制作 - The icon
- 制作著作 - 毎日放送